# Іоанн Скіліца
Іоанн Скіліца (грец. Ιωάννης Σκυλίτζης; 1040—1110-ті роки) — візантійський історик, автор хроніки, відомої нині як «Хроніка Іоанна Скіліци» (інша назва «Огляд історій»). Хроніка Іоанна Скіліци охоплює події від 811 до 1057 років. Написана у формі анналів як оглядова історія, вільна від коментаторських нашарувань (зв'язок між епізодами чисто хронографічний, автор усвідомлено й методично відсторонюється від своєї оповіді). Відома в багатьох списках, не раз використовувалася істориками ХІІ століття (Іоанном Зонарою, Константином Манассі та ін.). В хроніці описані війни Святослава Ігоровича, хрещення Ольги.
Хроніка І. С. повністю увійшла до всесвітньої хроніки візантійського хроніста Георгія Кедрина (12 століття), яка була видана в латинському перекладі в Німеччині в 1-й пол. ХІХ століття.

## Скіліца про хрещення княгині Ольги
|  | Жінка руського архонта, що колись вирушив у плавання проти ромеїв, на ім'я Ельга, коли помер її чоловік, прибула до Константинополя. Хрещена, віддавши перевагу істинній вірі, вона, удостоєна після того великої честі, повернулася додому |

## Скіліца про війну між Візантією і Київською Русю 1043 року
Великий князь київський Ярослав Володимирович у міжнародній політиці віддавав перевагу мирним засобам перед воєнними. Війна 1043 р. спалахнула з вини Візантії. Імператор Константин ІХ Мономах вирішив припинити виплату грошей Русі за додержання миру на північних рубежах імперії й підштовхнув її до війни. Візантійський історик ХІ ст. Іоанн Скіліца розповів про привід до війни. На константинопольському ринку спалахнула сварка між місцевими і руськими купцями, в якій було вбито знатного руса, у відповідь руське військо рушило на Царгород